# Vasile-Cătălin Drăgușanu
Vasile-Cătălin Drăgușanu (n. 5 iunie 1979

) este un deputat român, ales în 2012.